# Eupithecia gilvipennata
Eupithecia gilvipennata là một loài bướm đêm trong họ Geometridae.